# Esthétique féministe
Pour les articles homonymes, voir Esthétique (homonymie).
 (août 2022).
Les informations dans cet article sont mal organisées, redondantes, ou il existe des sections bien trop longues. Structurez-le ou soumettez des propositions en page de discussion.
Avec le temps, il arrive que le contenu présent dans un article devienne désordonné. Il est souvent nécessaire de réorganiser l'article de fond en comble.
- Il faut tout d’abord répartir le contenu de l'article en plusieurs sections. Les informations doivent ensuite être exposées clairement et le plus synthétiquement possible, regroupées par sujet afin d'éviter les doublons. Quelqu'un cherchant une information précise doit pouvoir la trouver rapidement en lisant la section appropriée.
- À l'intérieur de chaque section, le texte, souvent initialement sous la forme de phrases éparses, doit être regroupé dans des paragraphes de quelques lignes, en assurant un enchaînement logique et une cohérence entre les phrases.
- Lorsque l'article ou l'une de ses sections développe trop longuement un point qui n'est pas dans le cœur du sujet traité, il convient de faire une synthèse et de transférer l'ancien contenu dans des articles plus appropriés (en cas de transfert, il faut impérativement respecter la procédure Aide:Scission).

Si vous pensez que ces points ont été résolus, vous pouvez retirer ce bandeau et améliorer le plan d'un autre article.
L'esthétique féministe apparait dans les années 1970. Ce terme ne se réfère pas à une esthétique ou à un style particulier, mais à des perspectives qui remettent en question les hypothèses de l'art et de l'esthétique concernant le genre et ses stéréotypes, c'est un domaine philosophique. D'après les féministes, les différentes conceptions de l'art et de la beauté, loin d'être neutres, sont régies par les rôles de genre. Ainsi, l'identité de genre d'une personne affecte la manière dont elle perçoit l'art et l'esthétique en raison de sa position de sujet et du fait que la perception est influencée par le pouvoir. Origine ethnique et classe sociale sont d'autres facteurs modifiant la perception de l'art. L'esthétique féministe perturbe l'esthétique traditionnelle (comme l'histoire féministe par rapport à l'histoire traditionnelle).
À partir du XVIIIe siècle, des philosophes tentent de définir le « goût ». Kant et Hume font tous deux valoir qu'il existe un bon goût universel, qui forme le plaisir esthétique. D'après une conception féministe, le fait que les beaux-arts soient une activité de loisir à cette époque a pour effet qu'une personne pouvant se permettre de faire de l'art et d'émettre un jugement qui se veut universel propose en réalité une conception fondée sur la division des genres et de classe. Même lorsque ces esthètes universels abordent le genre, ils classent l'esthétique en deux catégories: le beau et le sublime ; le beau étant petit et délicat (féminin) et le sublime grand et impressionnant (masculin). L'esthétique féministe analyse pourquoi les traits dits «féminins» sont inférieurs aux traits dits «masculins» de l'art et de l'esthétique.
Selon des féministes, la domination masculine en esthétique s'explique par une différence dans la manière de théoriser l'art : les esthètes non féministes « pour qui le plaisir de théoriser [...] est une forme de jouissance », là où, d'après Hilde Hein, les esthètes féministes sont moins susceptibles d'intellectualiser la sensation. Marcia Morse explique comment l'art est une institution sociale. L'influence des institutions vient de ceux qui ont créé la structure, principalement des hommes. Du point de vue du spectateur, les hommes qui regardent les femmes, comparés aux femmes qui regardent les femmes, produisent des implications sociales différentes. Morse discute des idées d'art « auto-défini » et « autodéterminé » par les femmes artistes. Les critiques de l'art féministe soutiennent que de nombreuses formes d'art contiennent de la politique, mais en raison de leur position de sujet, les critiques sont incapables de la percevoir.
Le langage utilisé pour parler d'esthétique dans l'art est limité, selon les critiques féministes : il exclut les femmes. L'examen de la nécessité d'un champ distinct de l'esthétique féministe est discuté. S'il existe un domaine séparé, l'art des femmes est défini comme féministe : cela implique que l'art « normal » et tout autre art sont automatiquement catégorisés comme masculins.
L'idée du génie créatif est inspectée dans l'esthétique féministe. En particulier, les femmes artistes sont souvent exclues du statut de génies créatifs ou artistiques. Cette exclusion découle en partie des définitions masculines traditionnelles du génie. Christine Battersby déclare que si les femmes ne sont pas connues comme génies, c'est parce que les artistes féminines sont séparées de leur art et que leur art sera plutôt appelé génie, au lieu de l'artiste. Les femmes sont aussi exclues faute d'accès à des formations. En outre, l'idée même du génie créateur célèbre l'individualisme, que Battersby appelle «une sorte d'héroïsme masculin» - et néglige le travail de collaborations conjointes.
Pour Linda Nochlin, historienne de l'art, ce domaine expose un point de vue dominant, masculin et occidental. Elle cherche à expliquer l'absence de femmes dans l'histoire de l'art : selon elle, c'est dû à l'influence des hommes occidentaux dans le champ artistique.
Les théories esthétiques qui distinguent « art » et « artisanat » peuvent être considérées comme antiféministes. Ici, l'art se réfère aux beaux-arts et l'artisanat à tout ce qui a une esthétique quotidienne. Les formes d'art traditionnellement utilisées par les femmes, comme la broderie ou la couture, sont perçues comme de l'artisanat et non comme de l'art, en raison de leurs usages domestiques. L'esthétique féministe se concentre sur tous les objets créés par les femmes, qu'ils soient ou non considérés comme de « l'art ». La créativité de ces femmes est négligée par la perception de « l'art », car leur domaine est marginalisé.
Les Guerrilla Girls sont un groupe militant contemporain qui se concentre sur le rôle joué par le féminisme dans l'art public. Les préjugés sexistes et ethniques, ainsi que la corruption dans les mondes de l'art, du cinéma et de la pop culture sont dénoncés. Le groupe attire l'attention sur l'idée que les femmes ne sont pas également valorisées dans ces domaines et lutte pour améliorer l'égalité des genres.
La critique d'art féministe (autre domaine d'étude ayant un rapport avec l'esthétique féministe) peut avoir pour objet l'imagerie corporelle féminine, l'imagerie de la déesse, les récits personnels et la dévalorisation du « génie solitaire individuel ».